# 銚子ダム
銚子ダム（ちょうしダム）は、島根県の隠岐の島町に存在するダムである。
ここではそのダム湖である伊賀湖についても解説する。

## 概要
伊賀湖の由来は原田集落を興し、現在も原田地区の氏神として祭られている若林伊賀守からである。
旧西郷町の治水及び水道用水の確保に応えるため、多目的ダムとして計画され、1970年（昭和45年）からの予備調査、昭和62年度からの実施計画調査を経て、1990年（平成2年）に建設に着手。総事業費 171億円をかけて1999年（平成11年）に完成し、2000年（平成12年）4月から運用を開始した。